# Lijst van Nederlandse ministers van Asiel en Migratie
De minister van Asiel en Migratie staat aan het hoofd van het ministerie van Asiel en Migratie.
Het ministerie werd ingesteld bij de formatie van het kabinet-Schoof (2024). Voordien werd het taakgebied behartigd door een staatssecretaris op het ministerie van Justitie en Veiligheid.
Sinds 2024 is dit ambt in Nederland als volgt vervuld:
| Kabinet        | Periode    | Asiel en Migratie | Partij | Partij |
| -------------- | ---------- | ----------------- | ------ | ------ |
| kabinet-Schoof | 2024-2025  | Marjolein Faber   |        | PVV    |
| kabinet-Schoof | 2025-heden | David van Weel    |        | VVD    |

Minister-president · Algemene Zaken · Asiel en Migratie · Binnenlandse Zaken en Koninkrijksrelaties · Buitenlandse Zaken · Defensie · Economische Zaken · Financiën · Infrastructuur en Waterstaat · Justitie · Klimaat en Groene Groei · Landbouw, Visserij, Voedselzekerheid en Natuur · Onderwijs, Cultuur en Wetenschap · Sociale Zaken en Werkgelegenheid · Volksgezondheid, Welzijn en Sport · Volkshuisvesting en Ruimtelijke Ordening · zonder portefeuille

Voormalige ministeries: 

Eredienst